# Weiden an der March
Pour les articles homonymes, voir Weiden.
Weiden an der March est une commune autrichienne du district de Gänserndorf en Basse-Autriche.

## Géographie
Les localités de Weiden an der March sont :
- Baumgarten an der March (+192 hab.)
- Oberweiden (+450 hab.)
- Zwerndorf (+370 hab.)

Les communes cadastrales sont Baumgarten an der March, Oberweiden et Zwerndorf.

### Rôle dans le secteur de l’énergie
Baumgarten a un rôle important dans le secteur de l’énergie européenne. Le centre de répartition de gaz naturel de Baumgarten s’est développé à partir du champ gazier de Zwerndorf, aujourd’hui épuisé, et a été mis en service en 1959.
La première livraison de gaz en provenance de Russie (à l’époque en URSS) a eu lieu en 1968. Au cours des récentes décennies, Baumgarten est devenu un nœud dans la distribution de gaz en Europe. Chaque année 40 milliards de mètres cubes de gaz transitent par Baumgarten en direction de l’Europe de l’Ouest et du Sud ainsi que de l’Europe du Sud-Est. 
Le site occupe une surface totale de 18 hectares. Les équipements incluent des séparateurs par filtration, des unités d’assèchement du gaz, des compresseurs, des unités de réfrigération et des sections de comptage volumique. 
Les réserves de gaz sont stockées dans des cavités souterraines à Tallesbrunn et Schönkirchen, qui sont d’anciens champs gaziers aujourd’hui épuisés. D’autres unités de stockage se trouvent à Thann et à Puchkirchen en Haute-Autriche, à Haldach bei Strasswalchen à la limite entre le land de Salzbourg et la Haute-Autriche. La totalité de ces unités de stockage est suffisante pour couvrir la consommation annuelle de l’Autriche.
Plusieurs gazoducs passent par le site, il est la destination finale du Tesla Pipeline, pas encore achevé.

## Histoire

### Explosion de 2017
Le 12 décembre 2017, une explosion a eu lieu au centre de distribution du gaz naturel causant la mort d’une personne et en blessant vingt-et-une autres. Cet événement engendra la rupture d’approvisionnement de l’Europe du Sud et incita l’Italie à instaurer un état d’urgence.